# Сукко
Сукко́ — село и морской курорт на берегу Чёрного моря в Краснодарском крае. 
Административно входит в состав Супсехского сельского округа муниципального образования «город-курорт Анапа».

## География
Посёлок располагается в долине реки Сукко, окружённой горами, в 12 километрах к югу от Анапы. Окрестные горы покрыты широколиственными лесами, состоящими преимущественно из дубов и буков. В долине Сукко также встречаются рощи из сосны и реликтового можжевельника, которые в жаркие летние дни выделяют ароматические смолы. Благодаря им воздух в долине приобретает полезные свойства.
Одной из достопримечательностей Сукко является искусственный пруд на притоке реки Сукко, расположенный в 2 км севернее поселка Сукко, на месте которого ещё в 1934—1935 годах высадили рощу болотных кипарисов, или двурядных таксодиумов (лат. Taxodium distichum). Образован этот памятник природы краевого значения «Кипарис болотный» 14 сентября 1983 года по решению Краснодарского краевого исполнительного комитета краевого совета народных депутатов № 488. Позже эта роща кипарисов была занесена в Красную книгу. Площадь этого природного памятника составляет 0,4 га.

## Этимология
До завершения Кавказской войны, на месте современного села существовал крупный натухайский аул с аналогичным названием. По наиболее общепризнанной версии, название восходит к адыгскому  Шъукъо — «добрая (хорошая) долина», от шъу — «добрый» и къо — «долина». Схож также по звучанию с адыгским Хыкъо — «дельфин» (дословно морская свинья), которые водятся в прибрежных водах.

## История
До 1864 года в долине реки Сукко располагалось несколько натухайских (один из адыгских субэтносов) аулов: в низовье аулы Сукко и Циокай, а выше по течению реки — аулы Тазыр, Бид и Копесах. По завершении Кавказской войны всё коренное население было депортировано в Османскую империю, в ходе масштабного черкесского мухаджирства. В результате местность обезлюдела на несколько лет.
В 1869 году земли в долине Сукко, императором Александром II были отданы видному государственному деятелю, генерал-адъютанту Терской области — Михаилу Лорис-Меликову.
Постепенно в Сукко стали переселяться русские переселенцы из Центральных губерний Российской империи, вначале строившие землянки, а затем турлучные дома и хаты с камышовой крышей, в щелях долины Сукко. Со временем щели стали называть по фамилиям первопоселенцев.
В конце XIX века в Сукко начали обосноваться бежавшие из Османской империи амшенские армяне. В 1915 году миграция армян усилилась, как и повсеместно по всему черноморскому побережью Российской империи.
К 1920 году Сукко фактически состояло из двух посёлков — армянской, начинавшейся недалеко от побережья и простиравшийся вглубь долины на 2 км и русской, располагавшейся примерно в 3 километрах от моря (в центре нынешнего посёлка).
1 сентября 1942 года Сукко было оккупировано немецкой армией. Село сильно пострадало в ходе боёв за Анапу. В Сукковских лесах действовал крупный партизанский отряд. В октябре 1943 года селение было освобождено.
12 марта 1994 года Сукко передано в ведение городского округа Анапа, в результате объединения Анапского района и города Анапа в одно муниципальное образование.

## Население
| 2002 | 2010  | 2021  |
| ---- | ----- | ----- |
| 2278 | ↗3156 | ↗3939 |

## Туризм
Посёлок имеет развитую инфраструктуру по обслуживанию и развлечению отдыхающих. 
У побережья находится всероссийский детский центр «Смена», замкнутый между горами Лысая (с запада) и Солдатская (с юга). 
Кроме ВДЦ «Смена» на побережье расположено несколько пансионатов — «Ивушка», «Аврора», «Золотой берег».  
К югу от посёлка расположен заказник «Большой Утриш». Посёлок граничит с заказником на участке между побережьем Чёрного моря и дорогой, ведущей в поселок Большой Утриш. 
Также развиваются:
- Конные прогулки по окрестностям
- Прогулки на квадроциклах
- Парапланеризм

## Транспорт
Сообщение с Анапой осуществляется при помощи маршрутных такси и автобусов (поездка занимает около 40 минут).

## Галерея

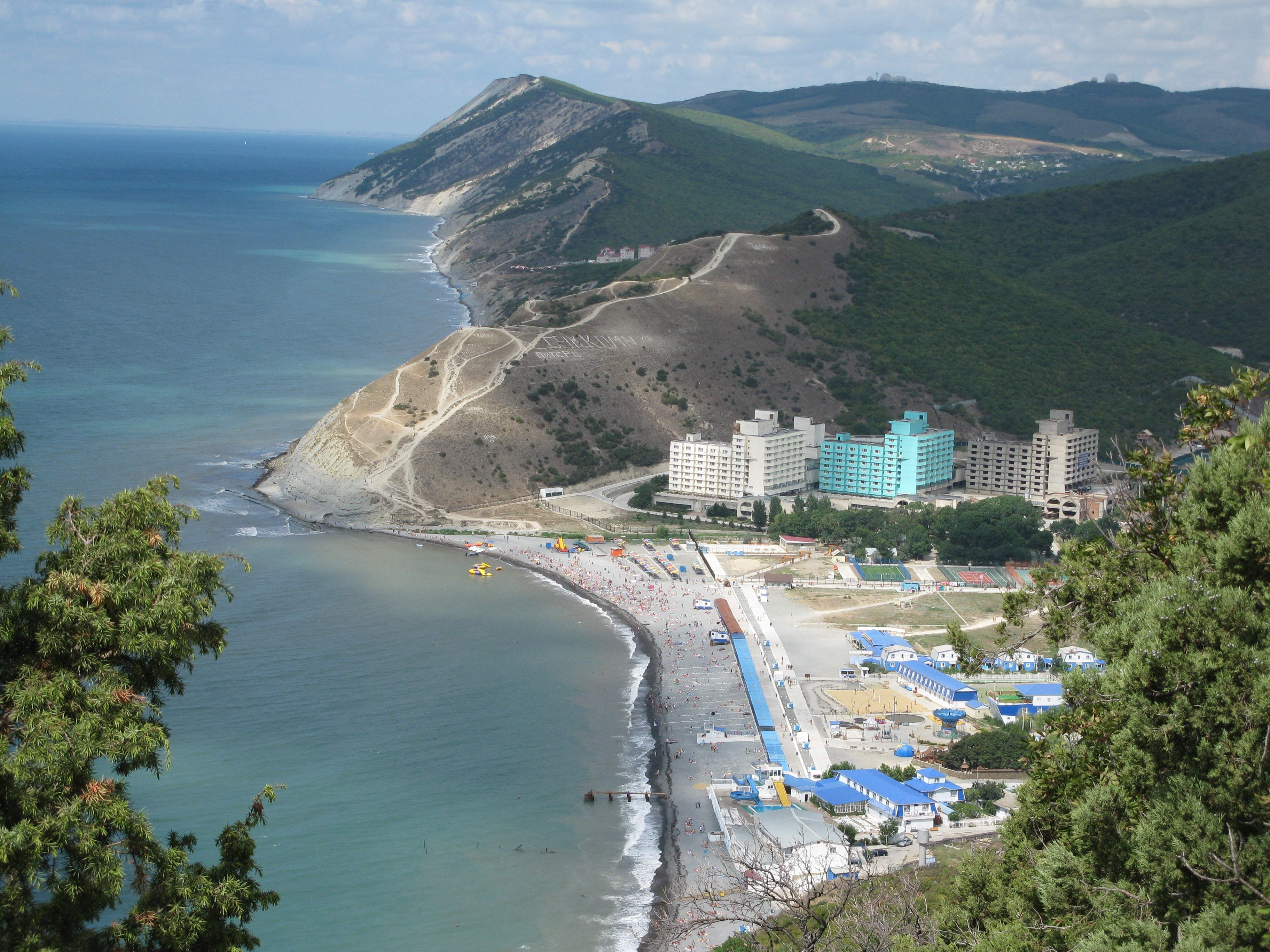
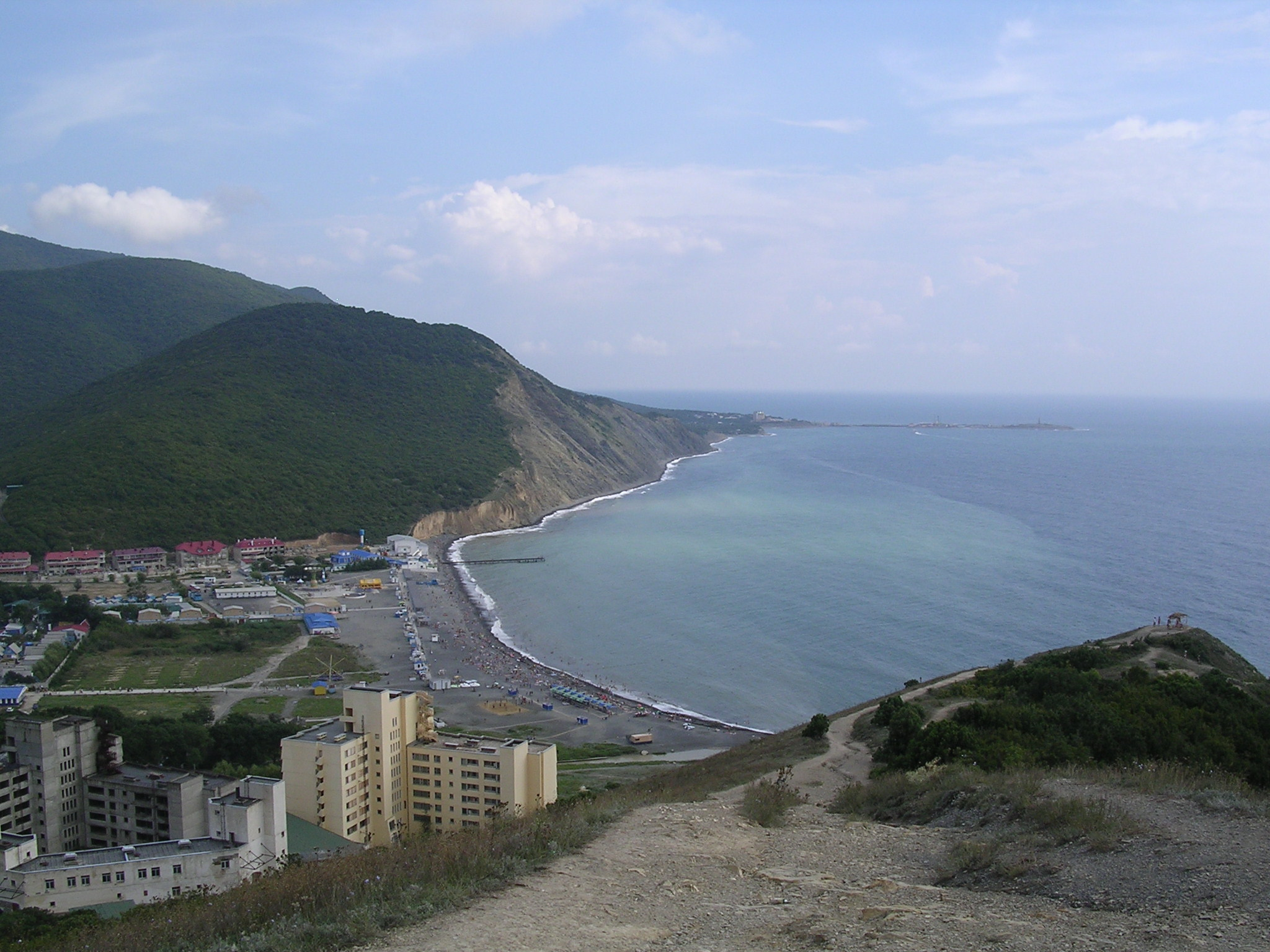
Вид  на побережье Чёрного моря у долины Сукко (территория лагеря «Смена»)
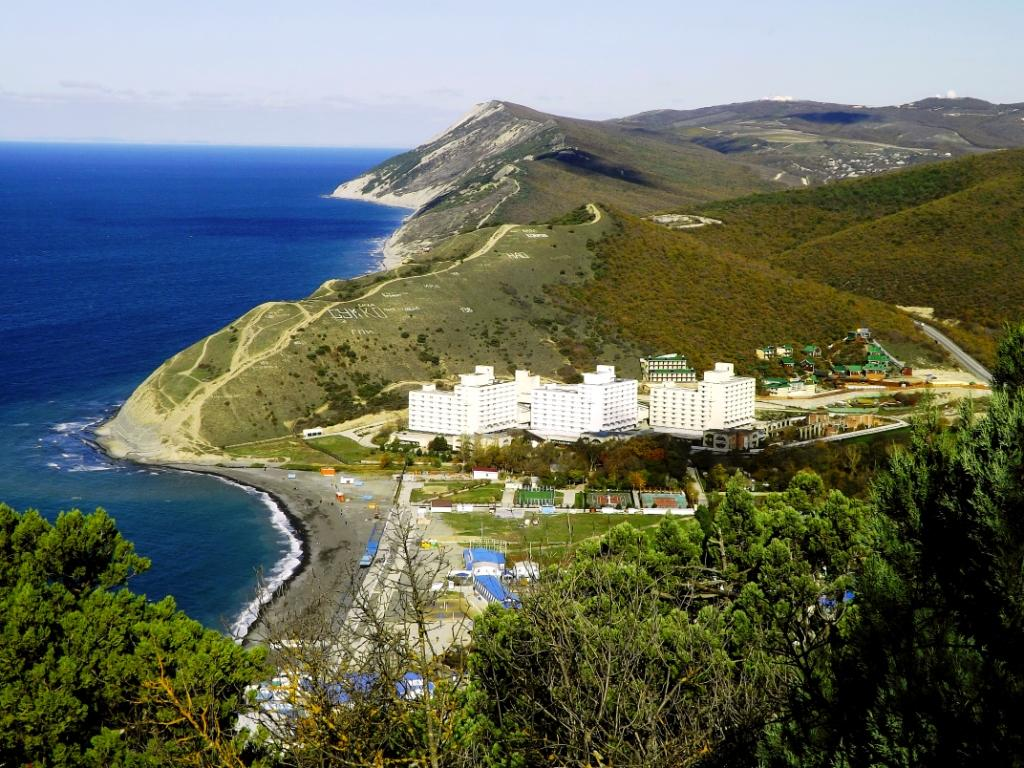
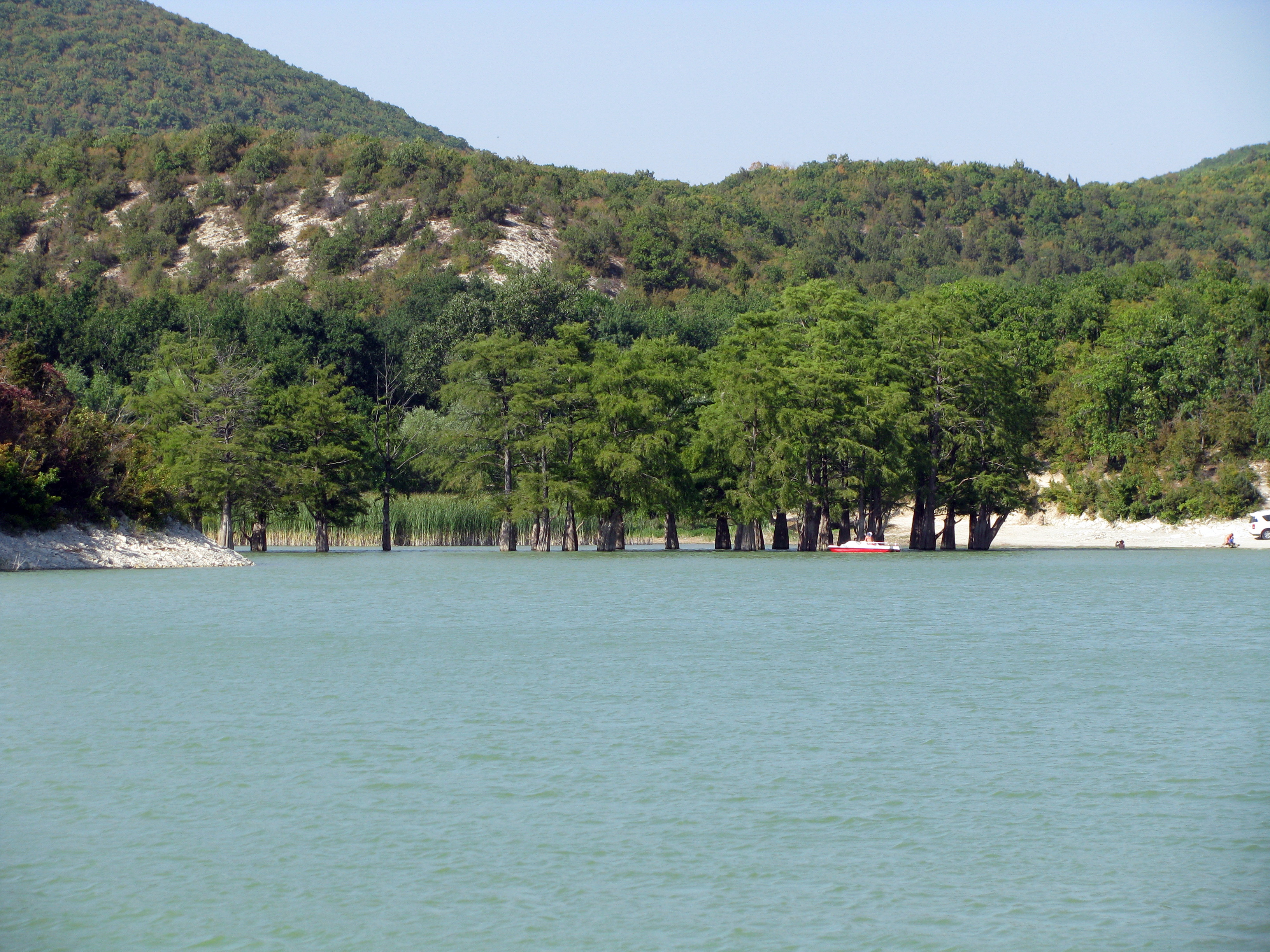
Кипарисовое озеро
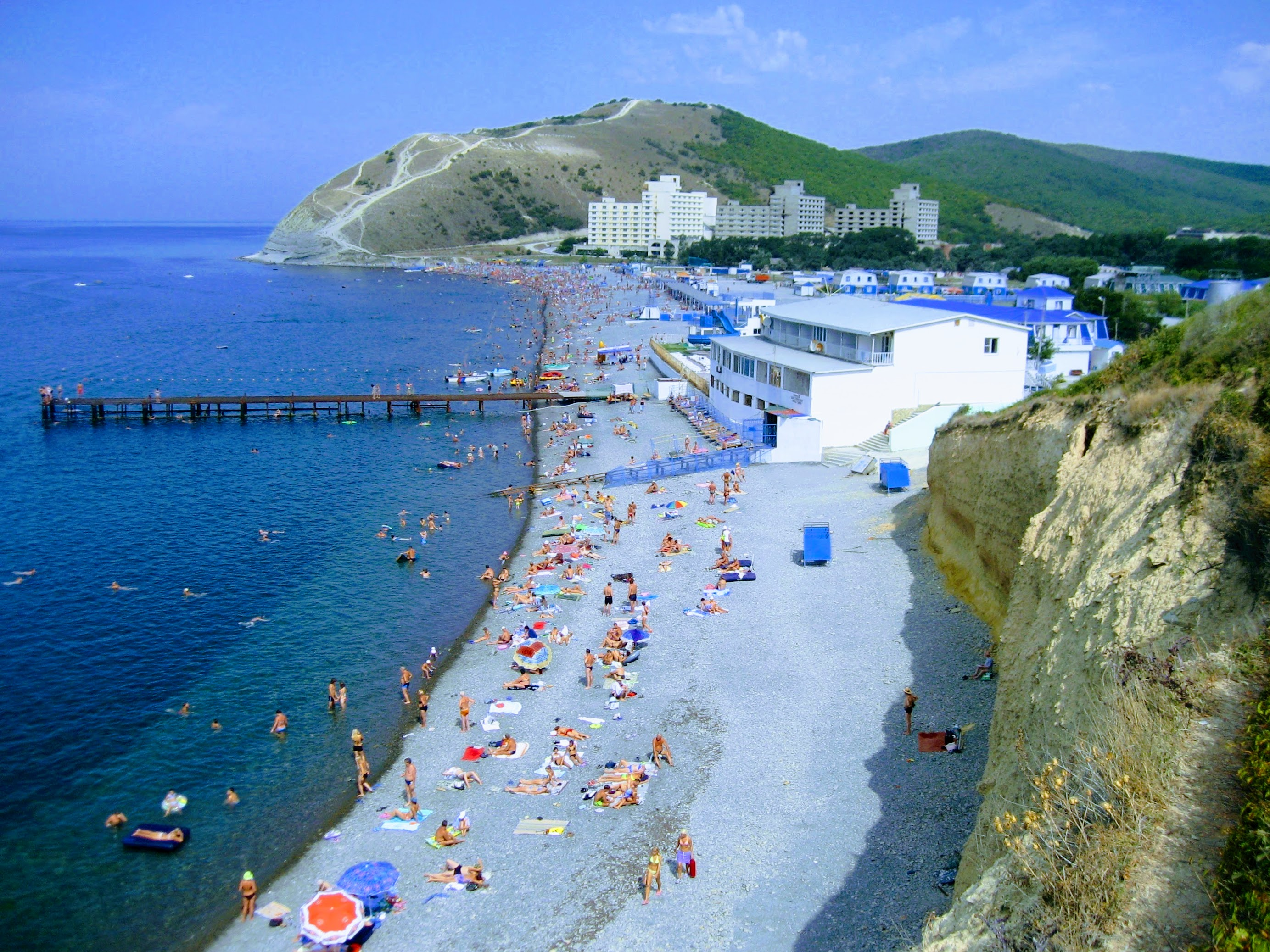